# Hadžići (canton de Sarajevo)
Pour les articles homonymes, voir Hadžići.
Hadžići (en cyrillique : Хаџићи) est une ville et une municipalité de Bosnie-Herzégovine située dans le canton de Sarajevo et dans la fédération de Bosnie-et-Herzégovine. Selon les premiers résultats du recensement bosnien de 2013, la ville intra muros compte 5 323 habitants et la municipalité 24 979.

## Géographie
La municipalité de Hadžići est entourée par celles de Kiseljak et Kreševo au nord, Konjic à l'ouest et au sud-ouest, Trnovo au sud-est et à l'est et Ilidza à l'est et au nord-est.

## Localités

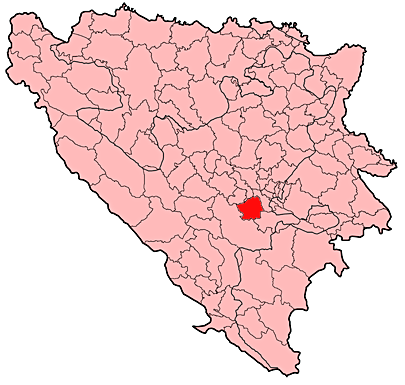
Localisation de la municipalité de Hadžići en Bosnie-Herzégovine

La municipalité de Hadžići compte 62 localités :
| - Bare - Beganovi - Binježevo - Budmolići - Buturovići kod Drozgometve - Buturovići kod Osenika - Crepljani - Češće - Čičke - Deovići - Do - Doljani - Donja Bioča - Donja Raštelica - Donji Hadžići - Donji Zovik | - Dragovići - Drozgometva - Dub - Dupovci - Duranovići - Ferhatlije - Garovci - Gornja Bioča - Gornja Raštelica - Gornji Zovik - Gradac - Grivići - Grude - Hadžići - Japalaci - Jeleč | - Karaosmanovići - Kasatići - Kazina Bara - Korča - Košćan - Kućice - Lihovci - Lokve - Luke - Ljubovčići - Medvjedice - Miševići - Mokrine - Odžak - Orahovica - Osenik | - Pazarić - Ramići - Resnik - Sejdanovići - Smucka - Tarčin - Trnčići - Trzanj - Urduk - Ušivak - Vrančići - Vrbanja - Vukovići - Žunovica |

## Démographie

### Villeintra muros

#### Évolution historique de la population dans la villeintra muros
| 1948 | 1953 | 1961  | 1971  | 1981  | 1991  | 2013  |
| ---- | ---- | ----- | ----- | ----- | ----- | ----- |
| -    | -    | 1 704 | 2 524 | 3 873 | 5 639 | 5 323 |

|  |

### Municipalité

#### Évolution historique de la population dans la municipalité
| 1961 | 1971   | 1981   | 1991   | 2013   |
| ---- | ------ | ------ | ------ | ------ |
| -    | 18 508 | 20 952 | 24 200 | 24 979 |

#### Répartition de la population par nationalités dans la municipalité (1991)
En 1991, sur un total de 24 200 habitants, la population se répartissait de la manière suivante :

## Politique
À la suite des élections locales de 2012, les 27 sièges de l'assemblée municipale se répartissaient de la manière suivante :
| Parti                                                               | Sièges |
| ------------------------------------------------------------------- | ------ |
| Parti d'action démocratique (SDA)                                   | 10     |
| Parti pour la Bosnie-Herzégovine (SBiH)                             | 5      |
| Parti social-démocrate (SDP)                                        | 3      |
| Alliance pour un meilleur avenir de la Bosnie-Herzégovine (SBB BiH) | 3      |
| Parti patriotique de Bosnie-Herzégovine-Sefer Halilović (BPS)       | 3      |
| Union sociale-démocrate de Bosnie-Herzégovine (SDU)                 | 2      |
| Parti national pour l'amélioration par le travail (NSRzB)           | 1      |

Hamdo Ejubović, membre du Parti d'action démocratique (SDA), a été réélu maire de la municipalité,.